# Diplotaxis durango
Diplotaxis durango är en skalbaggsart som beskrevs av Patricia Vaurie 1960. Diplotaxis durango ingår i släktet Diplotaxis och familjen Melolonthidae. Inga underarter finns listade i Catalogue of Life.